# Aldébaran 33°N 77°E
Pour les articles homonymes, voir Aldébaran (homonymie).
Aldébaran 33°N 77°E . est un roman de science fiction écrit par Martine Pouchain paru en septembre 2005 aux éditions Magnard Jeunesse.

## Histoire

### Cadre
Le Monde dans lequel se déroule l'action est, on suppose, le nôtre en l'an 2205. Ce Monde est divisé en deux:
- Au nord, la mégalopole Mégaparisi[2] contrôlée par quatre dirigeants. C'est un lieu irrespirable. L'approvisionnement des habitants ne se fait que grâce à une carte et leur nourriture est un paquet de protéines vitaminées aromatisées. Pour un rendement maximum, la société doit être uniquement composées d'être utiles (ingénieurs, savants...) ce pourquoi des engeances telles que celle des poètes sont interdites. Les personnes qui n'arrivent pas à s'intégrer à ce Monde sont mises dans des maisons de redressement ou mises à part: ce sont les marginaux. La ville étant entièrement en l'air, les marginaux sont condamnés à vivre au sol, comme des bêtes n'ayant aucune chance de remonter en haut, condamnées à prendre toute la nourriture avariée qui peut venir d'en-haut. Le Nord est séparé du Sud par une muraille infranchissable, qui empêche les personnes qui ont été exilées de revenir "polluer" la population par leurs idées révolutionnaires.
- Au Sud est un vaste désert hostile et tout aussi irrespirable. On y trouve une forêt, mais c'est un véritable enfer, et ceux qui y ont été exilées n'y survivent pas longtemps. Il est en outre peuplé de créatures dangereuses dues à la folie des hommes. Certains s'y rendent pourtant pour échapper au totalitarisme du Nord.

### Personnages

#### Les trois héros
- Jonas est un jeune poète, chose interdite en ces temps-là. Une fois que cela est découvert, il est envoyé à la "maison d'adaptation" d'Atony-les-Plaines pour lui redresser les pensées. Mais il s'enfuit, excédé par cette vie sans la moindre liberté et finit par arriver en bas, au pays des Marginaux.
- Romy est une jeune marginale que l'on dit magicienne. C'est elle qui sortit Jonas de l'enfer dans lequel il était entré. Son passé reste vague et elle n'en dévoile jamais rien à ses compagnons.
- Gabriel est un scientifique, fils d'une riche famille. Il est l'instigateur du projet de fuite vers le Sud. Ses connaissances technologiques et mécaniques se montreront très utiles dans un environnement hostile[2].

#### Autres
- Jules Joffa est un psychiatre qui s'est exilé dans le Sud depuis une douzaine d'années déjà. L'ordinateur de la famille de Gabriel, dont il est l'oncle, a reçu son message parlant d'une mystérieuse cité blanche dans le Sud.
- Abaquque est un roi du Sud, vivant dans une cité en ruines.
- Sabata est sa femme, elle aimerait bien goûter du Gabriel.
- Orance est leur ministre

### Récit
Par le hasard des circonstances, Romy la magicienne, Jonas le poète et Gabriel le scientifique se retrouvent dans le désir commun de fuir le Nord pour rejoindre le Sud d'où leur est parvenu le message de l'oncle de Gabriel, Joseph Joffa. Pour ce faire, ils volent le prototype de vaisseau invisible et indétectable sur les radars réalisé par le père de Gabriel. Le message de ce Joseph Joffa relatait la présence d'une certaine cité blanche à 33°N et 77°E; Ils partent donc pour une aventure périlleuse pour retrouver cette mystérieuse cité, affrontant les animaux mutants des forêts, les humains mutants et cannibales du royaume d'Abaquque, ainsi que les périls cachés de la mystérieuse forêt dans laquelle se trouverait l'objet de leur quête.

### Grandes lignes de pensée
- Ce roman dénonce toute forme de totalitarisme, symbolisé ici par les quatre tyrans de la ville de Mégaparisi, ville embrigadée, surveillée, épurée (dans le même genre, voir La Bonne Couleur de Yaël Hassan).
- Ce roman dénonce également le « développement » sans fin qui entraîne une régression (nourriture unifiée, disparition de la pensée, mort volontaire d'êtres humains pour découvrir des vaccins (que l'on peut rapprocher des expériences nazies pour découvrir le vaccin du typhus), disparition de la faune et de la flore, désertification, air irrespirable, …).

## Pour information
- Les coordonnées 33° N, 77° E correspondent à l'extrémité Nord de l'Inde.
- Aldébaran est l'étoile la plus brillante de la constellation du taureau